# Colle del Sole
Colle del Sole, già Tavernelle, è una frazione di Roma Capitale (zona "O" 85), situata in zona Z. XIV Borghesiana, nel territorio del Municipio Roma VI.
Sorge sul lato sud della via Prenestina, tra le frazioni di Prato Fiorito a ovest e Rocca Cencia a est.

## Odonimia
I nomi delle vie sono quelli di alcuni comuni della Sardegna. Con viale Prato Fiorito troviamo:
- Aglientu, Alà dei Sardi, Allai, Arborea
- Badesi, Banari, Baradili, Barumini, Bauladu, Bitti, Bolotana, Borore, Bortigali, Borutta, Buggerru, Bulzi, Burcei, Burgos, Busachi
- Calasetta, Carbonia, Castelsardo, Dolianova, Dorgali, Erula, Esterzili, Fonni
- Gadoni, Genuri, Giba, Lula, Macomer, Mamoiada, Meana Sardo, Modolo, Mogorella, Monastir, Montresta
- Nuragus, Ollastra Simaxis, Ollolai, Onani, Oniferi, Orgosolo, Orosei, Orotelli, Pula
- Riola Sardo, Samassi, Silius, Sinnai, Stintino, Tinnura, Uta, Zeddiani